# Jos Bouveroux
Jos Bouveroux (Hasselt, 10 december 1947) is een Belgisch radiojournalist en auteur. 

## Levensloop
Bouveroux studeerde politieke en sociale wetenschappen aan de Katholieke Universiteit Leuven. 
Sinds 1970 werkte hij voor de VRT als radiojournalist. Hij leidde van 1996 tot 2007 als hoofdredacteur de hoofdredactie van de radionieuwsdienst van de VRT, van 2007 tot 2008 was hij hoofdredacteur verslaggeving en productie.
Hij is politiek verslaggever bij uitstek en wetstraatjournalist. Hij volgde en interviewde bijna dagelijks politici als Louis Tobback, Wilfried Martens en Jean-Luc Dehaene. Van 2008 tot eind 2009 werkte hij aan een journalistiek project rond de toekomst of het uiteenvallen van België, waaronder de Canvas-programma's Het onvoltooide land. Begin 2010 ging hij met pensioen.